# Degania Bet
Degania Bet (ebraico 'דְּגַנְיָה ב, Dganya Bet) è un kibbutz nel nord di Israele. Situato a sud del Mar di Galilea, adiacente a Degania Alef, e situato nella giurisdizione del Consiglio Regionale di Emek HaYarden. Nel 2006 aveva una popolazione di 491 persone.
Il villaggio fu fondato nel 1920 da immigrati della Seconda Aliyah. Fu il primo kibbutz pianificato, e fu progettato e costruito dall'architetto Korenberg. Uno dei suoi fondatori fu Levi Eshkol. Durante i Moti palestinesi del 1920 fu attaccato e abbandonato per diversi mesi. Durante la Grande Rivolta Araba (1936-1939) servì come base per stabilire gli insediamenti delle palizzate e delle torrette di guardia. Durante le Battaglie della Valle Kinarot della Guerra arabo-israeliana del 1948, i residenti di Degania Alef e Bet riuscirono ad arrestare l'avanzata delle forze armate siriane nella Valle del Giordano.
Tra i residenti famosi vi è Michael Kolganov, medaglia di bronzo nel Kayak alle Olimpiadi di Sidney del 2000.